# Municipio de Grand Meadow (Dakota del Sur)
El municipio de Grand Meadow (en inglés: Grand Meadow Township) es un municipio ubicado en el condado de Minnehaha en el estado estadounidense de Dakota del Sur. En el año 2010 tenía una población de 296 habitantes y una densidad poblacional de 3,19 personas por km².

## Geografía
El municipio de Grand Meadow se encuentra ubicado en las coordenadas 43°43′9″N 96°56′44″O / 43.71917, -96.94556. Según la Oficina del Censo de los Estados Unidos, el municipio tiene una superficie total de 92.88 km², de la cual 92,58 km² corresponden a tierra firme y (0,32 %) 0,29 km² es agua.

## Demografía
Según el censo de 2010, había 296 personas residiendo en el municipio de Grand Meadow. La densidad de población era de 3,19 hab./km². De los 296 habitantes, el municipio de Grand Meadow estaba compuesto por el 99,66 % blancos, el 0,34 % eran amerindios. Del total de la población el 1,69 % eran hispanos o latinos de cualquier raza.